# سباق الزمن في بطولة العالم لسباق الدراجات على الطريق 2018
سباق الزمن في بطولة العالم لسباق الدراجات على الطريق 2018 (بالإنجليزية: 2018 UCI Road World Championships – Men's time trial)‏ هو سباق دراجات هوائية، وهو الموسم رقم 25 من السباق، وأقيم في 26 سبتمبر 2018، وامتدّ لمسافة 52.5 كيلومتر، وهو أحد سباقات بطولة العالم لسباق الدراجات على الطريق 2018، وهو من نوع  سباق الزمن، وقد شارك في السباق  61 متسابقاً ووصل إلى نهايته  56 متسابقاً.
فاز فيه بالمركز الأول  روهان دنيس، وبالمركز الثاني  توم دومولين، وبالمركز الثالث  فكتور كامبنارتس.

## التصنيف العام النهائي
| التصنيف العام         | التصنيف العام      | التصنيف العام | التصنيف العام | التصنيف العام     |
| الدراج                | الدراج             | البلد         | الفريق        | الوقت             |
| --------------------- | ------------------ | ------------- | ------------- | ----------------- |
| 1.                    | روهان دنيس         | أستراليا      | أستراليا      | 1 س 03 دقيقة 02 ث |
| 2.                    | توم دومولين        | هولندا        | هولندا        | + 1 دقيقة 21 ث    |
| 3.                    | فكتور كامبنارتس    | بلجيكا        | بلجيكا        | + 1 دقيقة 22 ث    |
| 4.                    | ميكال كوياتكووسكي  | بولندا        | بولندا        | + 2 دقيقة 05 ث    |
| 5.                    | نيلسون أوليفيرا    | البرتغال      | البرتغال      | + 2 دقيقة 14 ث    |
| 6.                    | جوناثان كاستروفيجو | إسبانيا       | إسبانيا       | + 2 دقيقة 18 ث    |
| 7.                    | طوني مارتين        | ألمانيا       | ألمانيا       | + 2 دقيقة 25 ث    |
| 8.                    | باتريك بيفن        | نيوزيلندا     | نيوزيلندا     | + 2 دقيقة 35 ث    |
| 9.                    | فاسيل كريانكا      | روسيا البيضاء | روسيا البيضاء | + 3 دقيقة 08 ث    |
| 10.                   | مارتن توفت مادسن   | الدنمارك      | الدنمارك      | + 3 دقيقة 23 ث    |
| مصدر: ProCyclingStats |                    |               |               |                   |

## وصلات خارجية
- الموقع الرسمي
- لمحة عن سباق سباق الزمن في بطولة العالم لسباق الدراجات على الطريق 2018 على موقع  ProCyclingStats   (برو  سايكلنج  ستاتس) - إحصاءات  محترفي  الدراجات.
- سباق الزمن في بطولة العالم لسباق الدراجات على الطريق 2018 على موقع إحصائيات الدراجات الإحترافية (الإنجليزية)